# Gsタンパク質αサブユニット
Gsタンパク質αサブユニット（英: Gs protein α subunit、Gαs、Gsα）は、アデニル酸シクラーゼを活性化することでcAMP依存性経路を促進するヘテロ三量体Gタンパク質Gsのサブユニットである。Gsαは細胞シグナル伝達タンパク質として機能するGTPアーゼである。Gsαはヘテロ三量体Gタンパク質の4つのファミリーのうちの1つの創設メンバーである。4つのファミリーとは、Gαsファミリー、Gαi/Gαoファミリー、Gαqファミリー、Gα12/Gα13ファミリーである。Gαsファミリーには2つのメンバーしか存在しない。他のメンバーは Golfで、その名称は嗅覚系（olfactory system）で主に発現していることに由来する。ヒトでは、GsαはGNAS遺伝子座にコードされ、GolfαはGNAL遺伝子によってコードされる。

## 機能
Gsの一般的な機能は、細胞表面のGタンパク質共役受容体（GPCR）の活性化に応答して細胞内のシグナル伝達経路を活性化することである。GPCRは、受容体-トランスデューサー-エフェクターという3つの構成要素からなるシステムの一部として機能する。このシステムのトランスデューサーはヘテロ三量体Gタンパク質であり、3つのサブユニットから構成される。GsαなどのGαタンパク質は、強固に結合した2つのタンパク質、GβとGγ（Gβγ複合体）と複合体を形成している。受容体によって刺激されていないときには、GαはGDPを結合し、Gβγと不活性なGタンパク質三量体を形成している。受容体に細胞外の活性化リガンド（ホルモンや神経伝達物質など）が結合すると、活性化された受容体はグアニンヌクレオチド交換因子として作用し、GαからのGDPの放出とGTPの結合を促進し、GTP結合型となったGαのGβγからの解離を駆動する。GTPを結合した活性型Gsαはアデニル酸シクラーゼに結合してセカンドメッセンジャーであるcAMPを産生させ、cAMP依存性プロテインキナーゼ（PKA）を活性化する。
GTP結合型Gsαはそれぞれ1つのアデニル酸シクラーゼ酵素を活性化することしかできないが、1つの受容体はアゴニストへ結合したまま複数のGsを活性化することができるためシグナルの増幅が生じる。Gsαが結合したアデニル酸シクラーゼは多くのPKAを活性化するのに十分なcAMPを産生する。

## 受容体
次に挙げるGタンパク質共役受容体がGsファミリーのタンパク質と共役する。
- セロトニン受容体 5-HT4（英語版）、5-HT7（英語版）
- ACTH受容体（英語版）（MC2R）
- アデノシン受容体 A2A（英語版）、A2B（英語版）
- バソプレシン受容体 V2（英語版）
- アドレナリン受容体 β1（英語版）、β2（英語版）、β3（英語版）
- カルシトニン受容体（英語版）
- カルシトニン遺伝子関連ペプチド受容体（英語版）
- カンナビノイド受容体 CB2[5]
- 副腎皮質刺激ホルモン放出ホルモン受容体（英語版）
- ドーパミン受容体 D1様ファミリー（D1（英語版）とD5（英語版）、主に線条体のGolfを介して）
- 卵胞刺激ホルモン受容体（英語版）
- GIP受容体（英語版）
- グルカゴン受容体（英語版）
- 成長ホルモン放出ホルモン受容体（英語版）
- ヒスタミン受容体 H2（英語版）
- 黄体形成ホルモン/絨毛性ゴナドトロピン受容体（英語版）

- メラノコルチン受容体（英語版） MC1R（英語版）、MC2R、MC3R（英語版）、MC4R（英語版）、MC5R（英語版）

- 嗅覚受容体（嗅神経のGolfを介して）
- 副甲状腺ホルモン受容体1（英語版）
- プロスタグランジン受容体 D2（英語版）、I2（英語版）
- セクレチン受容体（英語版）
- 甲状腺刺激ホルモン受容体（英語版）
- 微量アミン関連受容体 TAAR1（英語版）